# Tracer (Geowissenschaften)
Als Tracer (von engl.: to trace = verfolgen, aufspüren), auch Markierungsstoff, Markierungsmittel oder Leitstoff, bezeichnet man Substanzen, die in sehr geringen Konzentrationen noch nachgewiesen werden können. Mit ihrer Hilfe lassen sich Prozesse in der geo- und umweltwissenschaftlichen Prozessforschung verfolgen und quantifizieren. Zu diesem Zweck werden sie in den zu untersuchenden Prozess eingeschleust (z. B. Wasserkreislauf). Sogenannte Umwelttracer befinden sich bereits im untersuchten System, wie zum Beispiel in Form von unterschiedlichen Isotopenkonzentrationen oder Temperaturen.
Eingesetzt werden Tracermethoden unter anderem in der Hydrologie, in der Meteorologie sowie in der Hydrogeologie.

## Hydrologische Tracer
In der Hydrologie (Gewässerkunde) und der Hydrogeologie werden Tracer (Markierstoffe) zur Untersuchung des Fließens von Oberflächenwasser und Grundwasser eingesetzt. Ziel ist es, Informationen über die Herkunft des Wassers, seine Fließwege und seine Bewegungsformen sowie über Eigenschaften des betroffenen Aquifers oder Gewässers zu erhalten. Man unterscheidet zwischen Umwelttracern und künstlichen Tracern. Umwelttracer sind im Wasser bereits vorhanden, künstliche Tracer werden dem Wasser für eine Untersuchung zugegeben.

### Umwelttracer
Zu den Umwelttracern zählen::13
- Natürliche Isotope (stabil oder radioaktiv)
- Chemische Verbindungen (ionisch oder nicht ionisch)
- Zivilisatorische Stoffe (chemische Verbindungen oder radioaktive Stoffe)

### Künstliche Tracer
Zu den künstlichen Tracern zählen::15
- Partikeltracer: Sporen, Bakterien, Phagen, fluoreszierende Mikropartikel
- Chemische Tracer: Salze (Anionen und Kationen), Fluoreszenztracer, Lebensmittelfarbstoffe
- Radioaktive Tracer: In Form von Anionen oder Kationen

#### Fluoreszenztracer
Besondere Bedeutung haben die Fluoreszenztracer erlangt.:16 So ist etwa das grün leuchtende Natriumfluorescein (Uranin) bis zu kleinsten Konzentrationen um 0,001 Milligramm pro Kubikmeter Wasser nachweisbar.
Natriumfluorescein wird im Untergrund kaum adsorbiert, breitet sich somit wie das Wasser aus und wird deshalb für die Untersuchung von Grundwasserströmungen bevorzugt. Andere Fluoreszenztracer wie etwa Eosin und mit Einschränkungen Natrium-Naphthionat haben ähnlich gute Ausbreitungseigenschaften, die Nachweisgrenzen sind hingegen schlechter als beim Fluorescein. Im Prinzip fluoresziert eine Vielzahl von organischen Stoffen. Nachteilig bei den meisten Stoffen ist aber deren schlechtes Adsorptionsverhalten und oft auch der für Feldanwendungen viel zu hohe Preis.
Analysiert werden die Fluoreszenzfarbstoffe mit einem Fluoreszenzspektrofotometer. Dabei wird die Probe mit Licht einer geeigneten Wellenlänge zum Leuchten angeregt. Dieses Fluoreszenzleuchten erfolgt bei einer höheren Wellenlänge. Für Natriumfluorescein beträgt die optimale Anregung 491 Nanometer, die Probe fluoresziert dann bei 516 Nanometer. Mit einem Fluoreszenzspektrofotometer lassen sich auch extrem schwache Fluoreszenzen bis zum zehntausendfachen unter der Sichtbarkeitsgrenze noch nachweisen. Dank der tiefen Nachweisgrenzen von Fluoreszenztracern kommt man bei Grundwasseruntersuchungen meistens mit Tracermassen von einigen Gramm bis zu einigen Kilogramm aus. Unter gleichen Verhältnissen müssten bei Verwendung von Salzen, etwa Kochsalz, bis zu mehreren Tonnen eingegeben werden.
Salze und auch nicht fluoreszierende Lebensmittelfarbstoffe werden deshalb nur selten für Grundwasseruntersuchungen verwendet. Hingegen werden Kochsalz, Kaliumbromid und der Lebensmittelfarbstoff Brillantblau im Labor und bei sehr kleinen laborähnlichen Versuchsgebieten im Feld oft eingesetzt.

## Anwendung von Tracern in der Hydrologie
In der Tracertechnik werden folgende Fragen behandelt::14
- Wohin fließt das Grundwasser?
- Woher kommt das Grundwasser?
- Gibt es eine Verbindung zwischen zwei Punkten?
- Wie ist der Wasserverlauf zwischen zwei Punkten?
- Wie viel Grundwasser bewegt sich zwischen zwei Punkten?

In Oberflächenwässern werden künstliche Tracer für Abflussmessungen verwendet. Je größer die Verdünnung eines einem Fluss zugefügten Tracers ist, desto größer ist der Abfluss. Aus den unterhalb der Eingabestelle gemessenen Konzentrationen lässt sich somit direkt der Abfluss berechnen. Diese sogenannte Tracerverdünnungsmethode ist speziell auch für turbulente Gewässer geeignet. Bevorzugter Tracer ist hier Kochsalz, da sich dieses an Ort und Stelle durch Messung der elektrolytischen Leitfähigkeit auf einfachste Weise messen lässt. Außerdem ist es in den üblicherweise eingegebenen Mengen für die Umwelt absolut unbedenklich. Bei Abflüssen von mehr als einigen Kubikmeter pro Sekunde wird aber die benötigte Kochsalzmasse zu groß und man verwendet daher meistens Natriumfluorescein. Für einen Abfluss von einem Kubikmeter pro Sekunde braucht man nur einige Gramm dieses Tracers. Analysiert wird an Ort und Stelle mit einem kleinen „Pocketfluorimeter“ oder mit einem Lichtleiterfluorimeter. Zweitgenanntes ist dabei die teurere Lösung.
Die Ausbreitung eines Tracers im Grundwasser erfolgt im einfachsten Fall nach den Gesetzen der hydromechanischen Dispersion. Dabei dehnt sich die „Tracerwolke“ im Verlauf ihres Fließens immer mehr aus. Diese Ausbreitung ist somit von der Zeit abhängig, aber auch von den Eigenschaften des Aquifers. Mit dem sogenannten Dispersionsmodell lassen sich die Fließgeschwindigkeiten und die Aquifereigenschaften berechnen. Wird ein Tracer teilweise adsobiert oder wirken während des Fließens chemische Prozesse auf den Tracer, dann wird die Auswertung komplexer. Auch bei einem heterogenen Aquifer mit auf der Fließstrecke wechselnden Eigenschaften kann die Auswertung schwierig werden. Auch in Fließgewässern kann die Ausbreitung des Tracers in dem erwähnten Dispersionsmodell erfolgen, obwohl hier die Ursachen der Ausbreitung etwas anders sind als im Grundwasser.
Tracer können auch für die Untersuchung von See- oder gar Meeresströmungen eingesetzt werden. Dabei ist aber der Aufwand allgemein groß.

## Anwendung von Tracern in der Müllsortierung
Neben der flächigen Anwendung zur Erforschung hydrologischer Fragestellungen kommen Tracer auch bei der Sortierung von Kunststoffverpackungen zum Einsatz. Die Technologie „Tracer Based Sorting (TBS)“ wurde vom Forschungsprojekt „MaReK“ aus dem BMBF-Forschungsschwerpunkt „Plastik in der Umwelt“ entwickelt und ermöglicht eine Erkennung verschiedener Plastikarten durch Fluoreszenz-Tracer. Die Tracer werden bei der Produktion aufgetragen und können die Sortierung und Verwertung von Kunststoff-Verpackungen im Sinne einer Kreislaufwirtschaft erheblich verbessern.